# Michael Bertl
Michael Bertl (* 8. September 1963 in Weilheim in Oberbayern) ist ein deutscher Kameramann und Drehbuchautor.
Michael Bertl studierte Architektur in München und Berlin. Anschließend absolvierte er von 1986 bis 1992 ein Studium als Kameramann an der Deutschen Film- und Fernsehakademie (dffb) in Berlin. Seit Anfang der 1990er Jahre arbeitet er als bildgestaltender Kameramann (Director of photography) für Kino und Fernsehen tätig. Ab 1997 hatte Bertl Lehraufträge an mehreren Filmhochschulen, seit 2011 ist er Leiter der Abteilung Bildgestaltung/Kamera an der dffb.
2016 erschien sein erster Roman „Drei für Moskau“ im Berlin Verlag (Pieper Verlag).
2021 erschien im Schüren Verlag „Das richtige Bild – Gedanken zur Gestaltung von bewegten Bildern“.
Bertl ist Mitglied im Berufsverband Kinematografie (BVK).

## Nominierungen
Bertl wurde 1998 für die Filmkomödie Bandagistenglück für den Adolf-Grimme-Preis nominiert. 2014 wurde er für den Deutschen Filmpreis in der Kategorie Beste Bildgestaltung für seine Kameraführung in dem Filmdrama Mr. Morgans letzte Liebe nominiert.

## Filmografie (Auswahl)
- 1993: ...in Liebe Fabia
- 1994: Der Nachlaß
- 1994: Nah am Wasser
- 1995: Im Regen
- 1996: Unbeständig und kühl
- 1997: Bandagistenglück
- 1998: Mammamia
- 1998: Schwarze Sonne
- 1999: Liebe, Lügen und Geheimnisse
- 2001: Hand in Hand
- 2001: Traumfrau mit Verspätung
- 2003: Mein Weg zu Dir
- 2003: 4 Freunde und 4 Pfoten
- 2003: Das schönste Geschenk meines Lebens
- 2004: Sergeant Pepper
- 2005: Das beste Jahr meines Lebens
- 2005: Ein Geschenk des Himmels
- 2006: Freundinnen fürs Leben
- 2007: Allein unter Töchtern
- 2007: Blöde Mütze!
- 2007: Vertraute Angst
- 2007: Fürchte dich nicht
- 2008: Die dünnen Mädchen
- 2009: Für meine Kinder tu’ ich alles
- 2009: Helen
- 2009: Über den Tod hinaus
- 2010: Meine Familie bringt mich um!
- 2011: Wintertochter
- 2013: Mr. Morgans letzte Liebe
- 2016: Agnes
- 2018: Was uns nicht umbringt
- 2018: Die Inselärztin: Notfall im Paradies
- 2019: Der Usedom-Krimi: Geisterschiff
- 2021: Klara Sonntag – Kleine Fische, große Fische
- 2024: Wir für immer